# Удмуртская улица (Ижевск)
Удму́ртская у́лица — одна из основных и магистральных улиц в Ижевске, расположенная в Октябрьском, Индустриальном и Первомайском районах города. Направлена с юга на север от Железнодорожного переулка, являясь продолжением улицы Арсена, до перекрёстка с Буммашевской улицей, где переходит в Воткинское и Славянское шоссе. Протяжённость улицы около 7 километров.
Пересекает улицы 40 лет ВЛКСМ, Василия Чугуевского, Карла Либкнехта, Владимира Краева, Ленина, Советскую, Красногеройскую, Лихвинцева, Майскую, 10 лет Октября и Холмогорова. Справа примыкают улицы Базисная и Авангардная.
Слева примыкают улицы Пастухова, Кирова и Кулаковой. Нумерация домов ведётся от Железнодорожного переулка.

## История
Ещё до Октябрьской революции улица являлась лишь окраиной посёлка Ижевский завод и называлась Тринадцатой улицей. С 1 января 1918 года часть улицы называлась Ворошилова. В 1937 году улица была вновь переименована и носила название улица Димитрова. 5 марта 1970 года по решению исполкома городского совета Ижевска часть улицы Димитрова и современного Воткинского шоссе была переименована в Удмуртскую улицу в честь Удмуртии, столицей которой является Ижевск. До этого времени улица была узкой, ни чем отличавшейся от других улиц города, вдоль которой стояли деревянные дома. И уже именно тогда улицу начали расширять, перенаправив сюда многие маршруты городского транспорта, и застраивать типовыми новостройками.
6 ноября 1968 года по улице проехал первый в Ижевске троллейбус марки ЗиУ-5. Его маршрут проходил из центра города до Воткинское шоссе.
В 1978 году здесь, на территории современной Университетской площади, через улицу был построен первый в Ижевске подземный пешеходный переход.

## Происшествия
19 октября 2012 года при строительстве пешеходного перехода возле торгового центра «Флагман» строителями был задет магистральный газопровод, в результате чего произошла утечка газа. В первые же минуты движение автотранспорта улицы Кирова до Майской улицы было перекрыто и эвакуированы покупатели и персонал торгового центра, а также население близлежащих жилых домов. В итоге до 21 октября в Октябрьский и Индустриальный районы Ижевска была прекращена подача газа. Пострадавших не было.
9 ноября 2017 года на Удмуртской улице, в доме номер 261 произошёл взрыв бытового газа. В результате этого 7 человек погибло, из них два ребёнка. Разбор завалов продолжался больше суток. По случаю происшествия 11 и 12 ноября (выходные дни) объявлены днями траура.

## Примечательные здания и сооружения

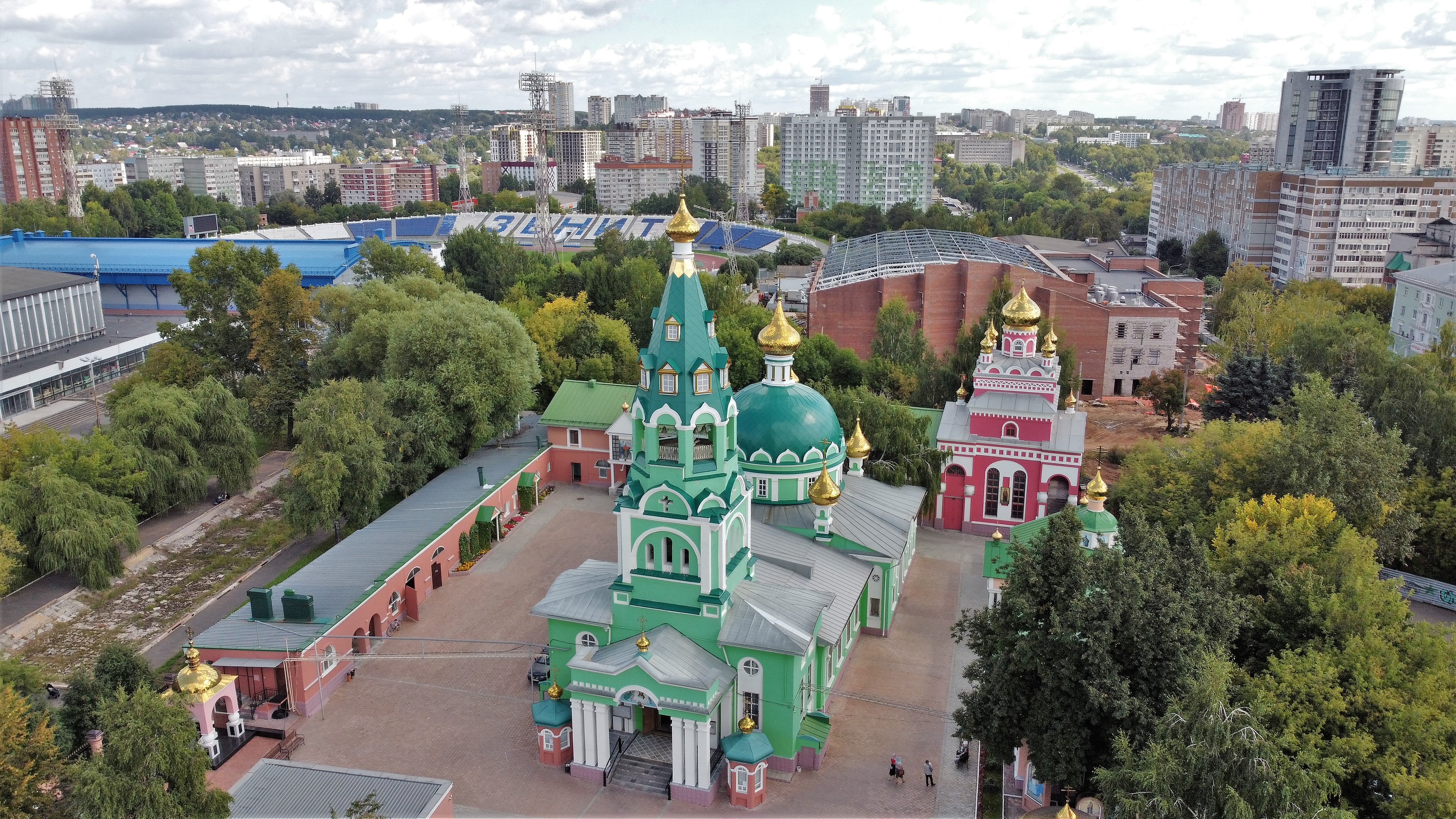
Свято-Троицкий собор на Удмуртской, 220

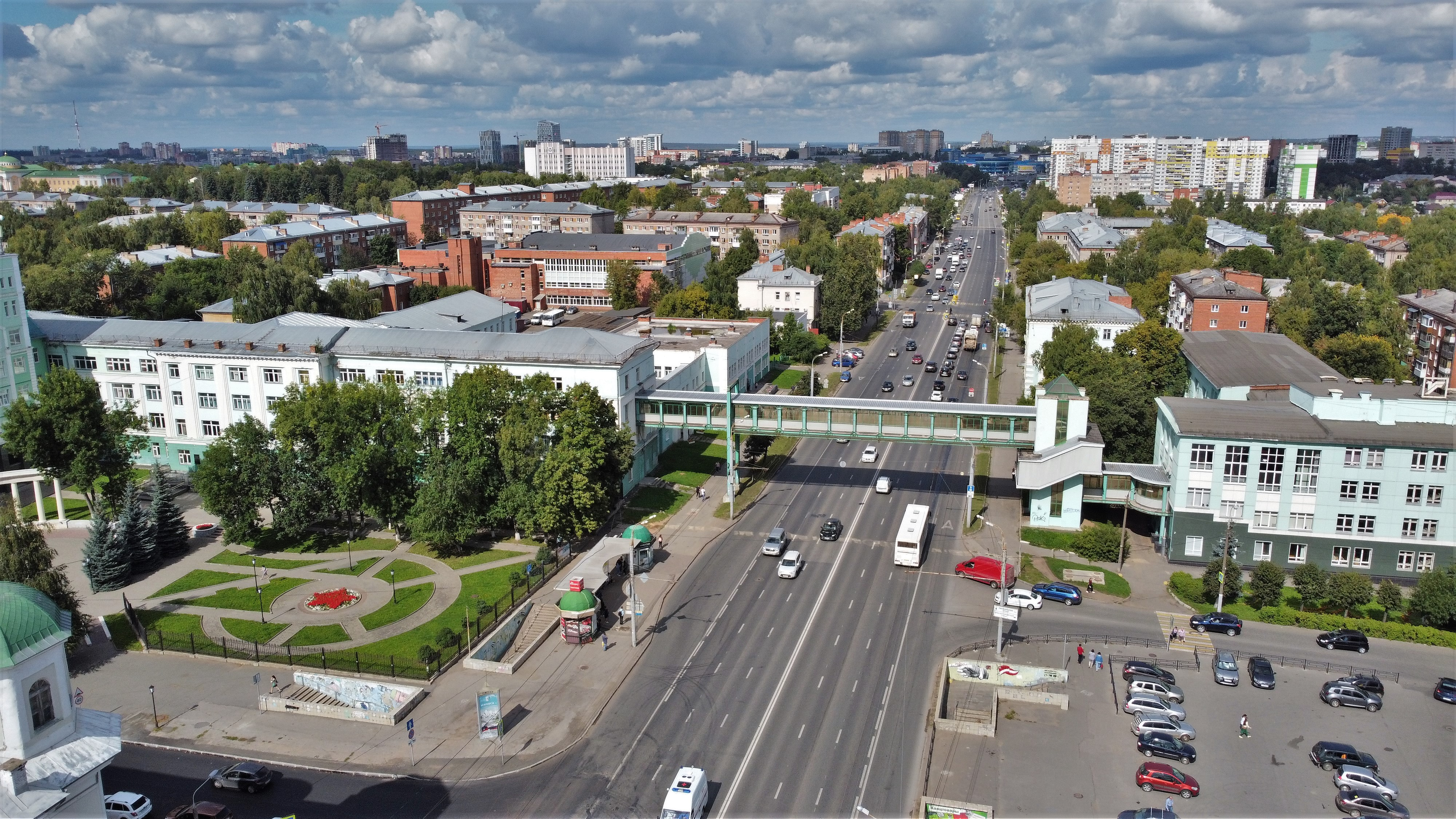
Пешеходный переход через улицу, соединяющий корпуса УдГУ

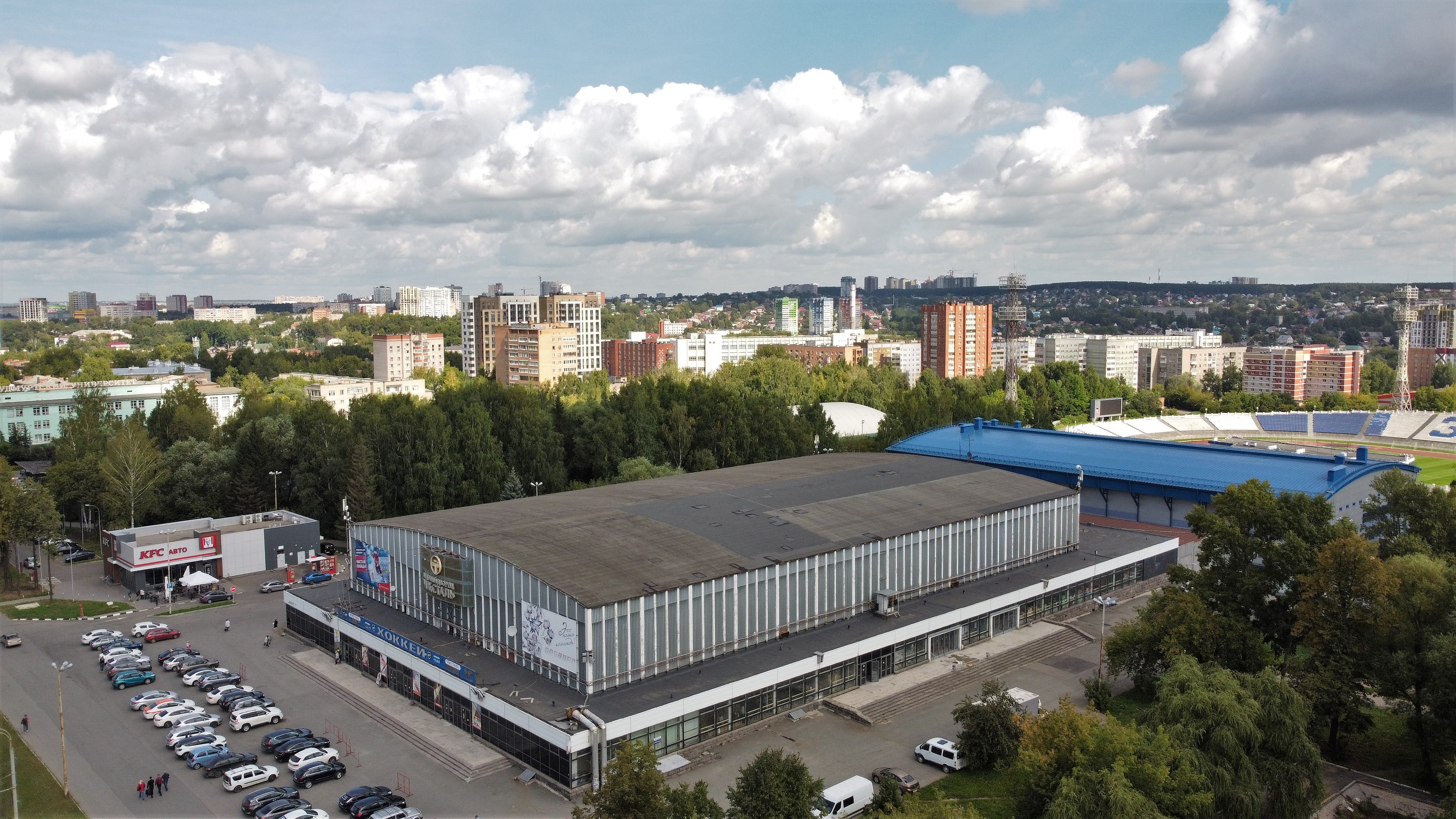
Ледовый дворец «Ижсталь»

По чётной стороне:
- № 220 — Троицкий собор (Ижевск), построенный в 1814 году по проекту архитектора С. Е. Дудина. Комплекс храма состоит из низкой колокольни, построенной в 1857 году (проект архитектора И. Т. Коковихина) и ещё одной трёхъярусной колокольни, построенной в 1914 году по проекту архитектора И. А. Чарушина;
- № 222 — Ледовый дворец «Ижсталь», построенный 1971 году. Домашняя спортивная арена хоккейного клуба Ижсталь;
- № 222а — крытый каток «Олимпиец», открытый в 2012 году. Расположен прямо за ледовым дворцом «Ижсталь»[6];
- № 230 — гимназия № 56, основанная в 1962 году[7];
- № 304 — торговый центр «Аврора-Парк», один из корпусов бывшего Ижевского подшипникового завода, основанного в 1956 году[8];
- Северное кладбище и мемориал воинам, умершим от ран в госпиталях Ижевска в годы Великой Отечественной войны.

По нечётной стороне:
- № 226 — студенческое общежитие УдГУ;
- № 255б — торговый центр «Флагман»
- № 267 к.2 — Музей спортивной славы Ижевска
- № 273 — торговый центр «Малахит»
- № 285 — Октябрьский РОВД

## Транспорт
Удмуртская улица является главной транспортной магистралью Ижевска. Почти на всем своём протяжении разделена шестиполосной разметкой. С улицей Карла Либкнехта пересекается круговым перекрёстком.
По улице проходит значительная часть маршрутов общественного транспорта Ижевска:
- маршруты троллейбуса №: 1, 2, 4, 7, 14;
- маршруты автобуса №: 12, 12К, 19, 22, 26, 27, 29, 36, 39, 50, 53, 68, 79.

Контактная сеть троллейбусов проложена от Советской улицы до Воткинского шоссе.